# Paraminuella bristowei
Genre
Espèce
Paraminuella bristowei, unique représentant du genre Paraminuella, est une espèce d'opilions laniatores de la famille des Zalmoxidae.

## Distribution
Cette espèce est endémique du Venezuela. Elle se rencontre dans le District capitale de Caracas et l'État d'Aragua.

## Description
Le mâle holotype mesure 4,75 mm.

## Étymologie
Cette espèce est nommée en l'honneur de William Syer Bristowe.

## Publication originale
- Caporiacco, 1951 : « Studi sugli Aracnidi del Venezuela raccolti dalla Sezione di Biologia (Universitá Centrale del Venezuela). I Parte: Scorpiones, Opiliones, Solifuga y Chernetes. » Acta Biologica Venezuelica, vol. 1, p. 1–46.